# Whit Dickey

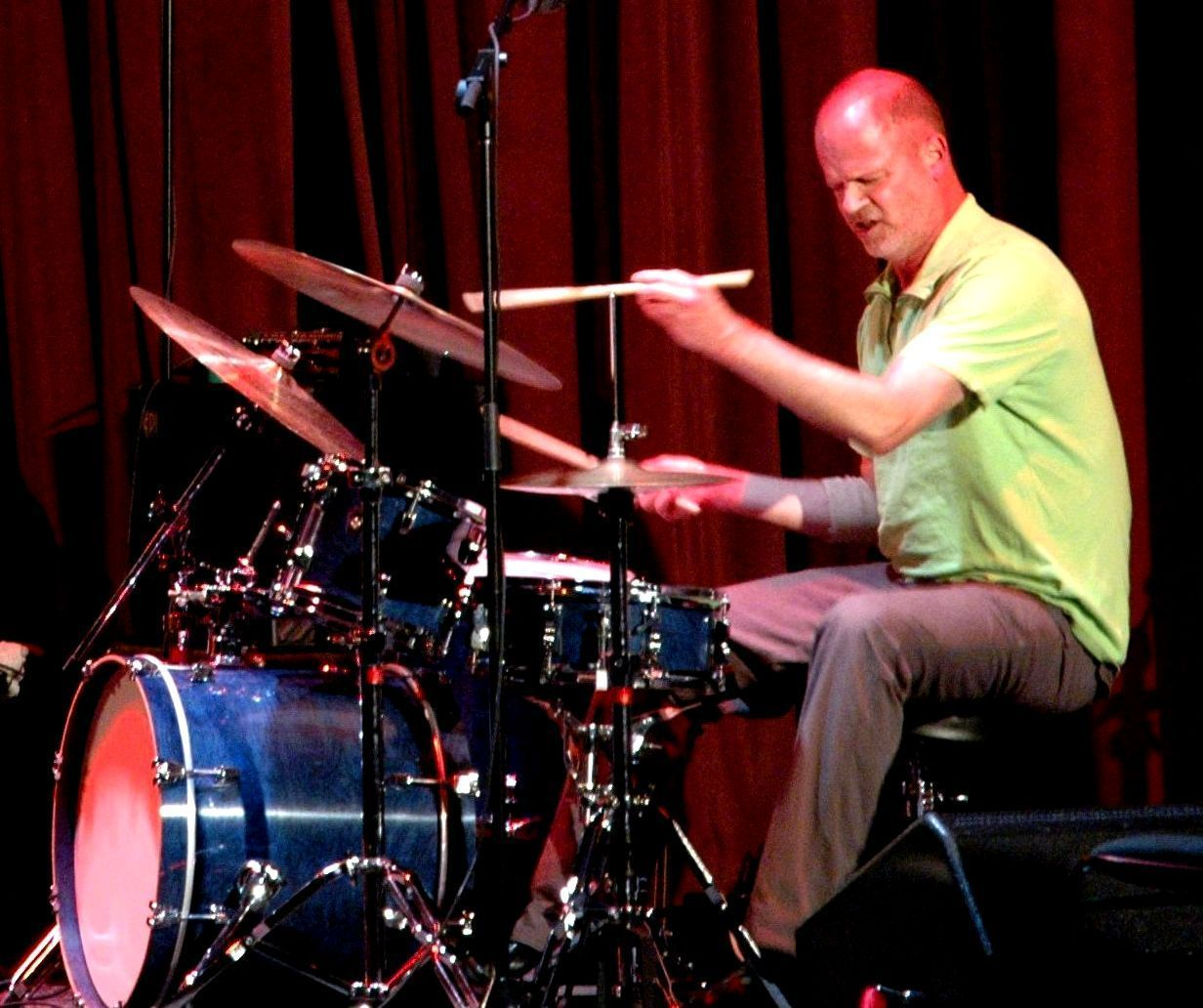
Whit Dickey (2007)

Whit Dickey (* 1954) ist ein US-amerikanischer Schlagzeuger und Komponist des Avantgarde Jazz.

## Leben und Wirken
Dickey studierte bei Milford Graves und arbeitete mit Rob Brown (1992), Joe Morris und William Parker (Elsewhere 1996), Matthew Shipp (Circular Temple; 1990 und Prism, 1993) und David S. Ware (Oblations and Blessings, 1995). Im Trio mit Rob Brown und Chris Lightcap nahm er 1998 das Album Transonic auf; Dickeys Kompositionen sind stark von Monks Titeln Criss Cross und Off Minor beeinflusst. 2002 folgte – erweitert um Joe Morris – das Album Big Tap. 2003 spielte er mit dem Saxophonisten James Finn und Dominic Duval.  2004 entstand mit dem Trompeter Roy Campbell sowie Rob Brown, Chris Lightcap und Joe Morris das Album In a Heartbeat. Während des Lockdowns infolge der COVID-19-Pandemie entstand mit Ivo Perelman und Matthew Shipp das Album Garden of Jewels, das auf Dickeys Label Tao Forms erschien.

## Diskographische Hinweise
- Transonic (AUM Fidelity, 1998)
- Big tap (Wobbly rail, 2000)
- Life Cycle (AUM Fidelity, 2000)
- Prophet Moon (Riti, 2001)
- in a Heartbeat (Clean Feed, 2004)
- Sacred Ground (2006)
- Kirk Knuffke & Whit Dickey:  Fierce Silence (Clean Feed, 2016)
- Whit Dickey & Kirk Knuffke: Drone Dream (2019)
- Peace Planet (2019)
- Expanding Light (2020)
- Morph (2020)
- Whit Dickey / William Parker / Matthew Shipp: Village Mothership (2021)
- Michael Bisio Quartet: MBefore (TAO Forms, 2022)
- Whit Dickey Quartet: Astral Long Forms: Staircase in Space (TAO Forms, 2022)
- Root Perspectives (TAO Forms, 2022), mit Tony Malaby, Matthew Shipp, Brandon Lopez